# Sara Lipska
Sara Lipska (ur. 7 grudnia 1882 w Mławie, zm. 28 listopada 1973 w Paryżu) – polska malarka, rzeźbiarka, projektantka mody i wnętrz, pochodzenia żydowskiego, od 1912 przebywająca w Paryżu.

## Życiorys

### W Polsce
Pochodziła z zamożnej, chasydzkiej rodziny, miała dwie siostry i brata. W 1900 roku w Warszawie wyszła za mąż za Mendla Lipszyca. W 1902 roku urodziła syna. W 1904 roku rozpoczęła studia w Warszawskiej Szkole Sztuk Pięknych, studiowała w pracowni Xawerego Dunikowskiego, gdzie była asystentką profesora razem z Berem Kratko. Już na studiach nazywana była „muzą Dunikowskiego”. Sara rozwiodła się z mężem, pozostawiając syna pod jego opieką. Z nieformalnego związku z Dunikowskim miała, urodzoną w październiku 1908 w Brukseli, córkę Marię Xawerę.
W 1911 i w 1912 roku prace Lipskiej były wystawiane w Towarzystwie Zachęty Sztuk Pięknych w Warszawie. W tym samym czasie wykonała ilustracje do książki Janusza Korczaka Mośki, Joski i Srule. Na stronie tytułowej tej książki, podobnie jak na liście studentów, figuruje pod nazwiskiem Lipszyc, byłego męża.
W 1912, wraz z córką i prawdopodobnie przyjaciółką Zofią Piramowicz, opuściła Warszawę i wyjechała do Paryża, gdzie spędziła resztę życia.

### Emigracja
Na emigracji nawiązała współpracę z Siergiejem Diagilewem, dla którego rozpoczęła projektowanie kostiumów. W roku 1914 dołączył do niej na krótko Dunikowski – Sara Lipska projektowała dla baletu Diagilewa „Ballets Russes” stroje nawiązujące stylem do orientu, a Xawery Dunikowski uwieczniał artystów na swoich obrazach. Towarzyszyli baletowi w tournée po Wielkiej Brytanii do czasu, gdy rozwój I wojny światowej nie zmusił ich do powrotu do Paryża. Dunikowski wstąpił do Legii Cudzoziemskiej, a następnie powrócił do Polski, natomiast Lipska pozostała we Francji, mieszkała w Lyonie. Po powrocie do Paryża pracowała w zespole kostiumografa i scenografa Léona Baksta. Na początku lat 20. XX wieku nawiązała współpracę z Jacquesem Rouché, który był dyrektorem Opéry Garnier. Zaprojektowała scenografię do przedstawienia Arthura Honeggera Pieśń nad pieśniami, sukces opery przełożył się na jej popularność i kolejne zamówienia. W tym okresie Sara Lipska rozpoczęła projektowanie odzieży kobiecej i tkanin, której orientalny styl stał się cechą rozpoznawalną i przyczynił do nowej mody na tego typu stroje. Pod koniec lat 20. Sara Lipska otworzyła przy rue Belloni 4 w dzielnicy Montparnasse pierwsze atelier, w którym prezentowała swoje oryginalne projekty. W 1928 roku otworzyła również butik przy Avenue des Champs-Élysées 146.
Do grona jej klientek należały Sidonie-Gabrielle Colette, Ałła Nazimowa, Cécile Sorel, markiza Luisa Casati, Ganna Walska i Helena Rubinstein, z którą połączyła ją wieloletnia przyjaźń. Dla Antoniego Cierplikowskiego zaprojektowała wiele kreacji, a także urządzała należące do niego apartamenty. Była również autorką portretów tego światowej sławy fryzjera i stylisty. Odważne projekty sprawiły, że pochodzący z Belgii architekt Henry van de Velde przyrównał je w książce Le style moderne. Contribution de la France do prac Roberta Mallet-Stevensa, a nawet Le Corbusiera. W 1922 przygotowała projekty scenografii i strojów do wystawianej w paryskim Théâtre Femina operetki „Anabella”, zostały one przygotowane w domu mody Maison Myrbor, z którym prowadziła stałą współpracę, podobnie jak z Paulem Poiretem. Sara Lipska była również autorką projektu wnętrz w posiadłości spokrewnionej z carem Mikołajem II Natalie Paley. Dla Heleny Rubinstein projektowała wystawy w jej butikach, a także opakowania, flakony i materiały reklamowe jej produktów.
Współpracowała wielokrotnie z architektką Adrienne Górską, siostrą Tamary Łempickiej.
Pod koniec lat 20. XX wieku uległa wypadkowi samochodowemu, który nadszarpnął jej zdrowie i spowolnił karierę.
Przed wybuchem II wojny światowej Sara Lipska zamieszkała w jednej z kamienic należącej do Heleny Rubinstein, a jej córka przez wiele lat była osobistą sekretarką tej pochodzącej z Krakowa założycielki potężnej firmy kosmetycznej. Przez cały ten okres Lipska tworzyła obrazy, malowała pejzaże, portrety swoich znajomych i bliskich m.in. Colette, Natalie Paley, markizę Casati, Paula Poireta, Siergieja Diagilewa, księcia Paula Murata i Artura Rubinsteina. Zajmowała się również ilustrowaniem książek, była autorką rysunków do książki Janusza Korczaka Mośki, Joski, Srule. Jej dziełem jest również szata graficzna ekskluzywnego czasopisma Antoine. Document pour la femme moderne, dotyczącego mody i kultury, które w latach 1932-37 wydawał Antoni Cierplikowski. Ponadto zajmowała się rzeźbą, słynęła z tworzenia w różnych stylach i stosowania rozmaitych materiałów m.in. drewna, cementu czy kamienia.
W roku 1953 zaprojektowała pomnik Léona Bluma, który stanął w Narbonne. Stworzyła również popiersie Cierplikowskiego oraz płaskorzeźbę Narodziny Wenus.
W drugiej połowie lat 50. XX wieku skupiła się na motywach ornitologicznych, nawiązała współpracę z Ligą Ochrony Przyrody, dla której tworzyła projekty graficzne folderów, plakiet, znaczków i plakatów. Był to niejako powrót do początków twórczości we Francji, w 1912 roku namalowała obraz Gołębie oraz stworzyła z Sergem Lifarem projekty kostiumów do baletu Taniec ptaków.
Jedną z ostatnich rzeźb była zaprezentowana w roku 1963, podczas Salon de l'Art Libre odbywającego się w Palais de Beaux-Arts de la Ville de Paris, Głowa Artura Rubinsteina. Mimo kariery i sukcesu, który osiągnęła nad Sekwaną, w Polsce pozostała artystką nieznaną. Relacje z Xawerym Dunikowskim nie miały przełożenia na zaistnienie jej sztuki w Polsce, a wielki rzeźbiarz kontakty z Sarą Lipską pozostawiał w sferze prywatnej. Artystka zmarła w 1973 roku, jej córka Maria Xawera nie założyła własnej rodziny.